# Gare de Liévin (CEN)
Ne doit pas être confondu avec la gare de Liévin de la Société nationale des chemins de fer français (SNCF).
La gare de Liévin est une ancienne gare ferroviaire française de la ligne de chemin de fer secondaire de Lens à Frévent de la Société des chemins de fer économiques du Nord (CEN), située sur le territoire de la commune de Liévin, dans le département du Pas-de-Calais, en région Hauts-de-France.

## Histoire
La gare a été démolie à une date inconnue.

## Sources

### Renvois
- Chemin de fer de Lens à Frévent